# Cyrtopodion belaense
Espèce
Cyrtopodion belaense est une espèce de geckos de la famille des Gekkonidae.

## Répartition
Cette espèce est endémique du Baloutchistan au Pakistan.

## Étymologie
Son nom d'espèce, composé de bela et du suffixe latin -ense, « qui vit dans, qui habite », lui a été donné en référence au lieu de sa découverte, le district de Lasbela.

## Publication originale
- Nazarov, Ananjeva & Papenfuss, 2011 : A new species of thin-toes geckos Cyrtopodion sensu lato (Squamata: Sauria: Gekkonidae) from Balochistan Province, South Pakistan. Russian Journal of Herpetology, vol. 18, n. 2, p. 130-137.